# Kättilsmåla
Kättilsmåla est une localité de Suède dans la commune de Karlskrona, dans le comté de Blekinge. En 2015, elle comptait 266 habitants.